# جوزيت بروس
جوزيت بروس (بالفرنسية: Josette Bruce)‏ (1920 - 10 فبراير 1996)؛ كاتِبة وروائية فرنسية.

## روابط خارجية
- جوزيت بروس على موقع IMDb (الإنجليزية)